# Regulátor růstu
Regulátory růstu rostlin jsou látky ovlivňující zdravý vývoj celé rostliny či kterékoliv její části od vyklíčení až po dozrání semen.
Regulátory růstu mohou být přírodního přirozeného původu, pak jde především o fytohormony. Nebo umělé látky, které často působí tak, že blokují funkci nebo transport fytohormonů v rostlině, o nich pak lze mluvit jako o regulátorech růstu v užším smyslu.
Podle funkce můžeme zhruba dělit regulátory růstu na stimulátory a inhibitory růstu. Dělení je nepřesné, poněvadž každý stimulátor může mít v určitých případech i brzdící účinek a také každý z inhibitorů sice brzdí jeden druh procesu, ale jiný proces jím může být povzbuzen.

## Stimulátory růstu
Stimulátory růstu jsou chemické látky a komerční prostředky je obsahující, podporující klíčení semen, zakořeňování řízků nebo růst a vývoj rostlin. Účinnými látkami bývají zejména auxiny a cytokininy, v komerčních prostředcích mohou být doplněny škálou různých pomocných látek. Opačné účinky mají inhibitory růstu.

### Růstové hormony
Růst rostlin je ovlivněn řadou chemických sloučenin z nichž mnohé si rostliny i samy vytvářejí. Mezi takové patří růstové hormony, jejichž vlivem může docházet k podpoře, omezení či modifikaci růstu rostlin, či i jen jejich částí. Významnou skupinu představují auxiny a jejich účinku se využívá zejména při množení rostlin tvorbou kořenového systému na oddělených částech rostlin, a omezeně i pro ovlivnění výnosů. Mezi prvé a nejznámější patří i rostlinami vytvářený heteroauxin – kyselina indolyloctová (IAA). Tu lze stejně jako řada analogů připravit i synteticky. Často jsou další syntetické auxiny i účinnější – mezi nimi vystupuje do popředí zejména kyselina indolylmáselná (IBA), či např. její draselná sůl (IBAK). Další sloučeniny široce používané samostatně nebo souběžně s těmito sloučeninami jsou kyselina naftyloctová (NAA), resp. její sodná sůl (NAANa) a také i podpůrně působící kyselina nikotinová (NA).
Pro uvedené cíle je tu tedy vedle řady dalších sloučenin uvedená sada kyselin a jejich solí. Vzhledem k tomu,že jejich účinek se již projevuje ve velmi nízkých koncentracích – někdy až 10 mg/l, tak se pro praktické formulace používají ve formě roztoků, dále pak prášků, gelů i past. Jejich příprava je popsána podrobně v řadě publikací. Zde se také u konkrétních formulací můžeme setkat i s takovými, zahrnujícími další sloučeniny optimalizující působení uvedených účinných látek. Mezi ně patří často například vitamin B1 a i vitamin C.
Nyní se však zaměřme na některé praktické aspekty při výběru jednotlivých sloučenin pro vlastní aplikaci:

#### IAA – kyselina indolyloctová
IAA – patří z uvedených sloučenin mezi nejméně stálé, zejména za přístupu vzduchu a za působení světla. Proto se má skladovat při nízkých teplotách (2-8 °C) a v temnu. Podobně se musí zacházet i s pracovními směsmi – obvykle se připravují na použití během jednoho až dvou dnů. Mezi další nevýhody této sloučeniny patří i praktická nerozpustnost ve vodě, a tedy nutnost převádění do vodného roztoku přes předroztok v organických rozpouštědlech, zejména např. v acetonu, či lépe v alkoholech. Bezpečnost práce s IAA je relativně bez problémů, je klasifikována jen jako sloučenina zdraví škodlivá.

#### IBA – kyselina indolylmáselná
Fyziologicky účinnější, a také nejvíce používanou sloučeninou při zakořeňování je IBA. Je sice chemicky více stálá než IAA, ale pro dlouhodobé skladování vyžaduje stejné podmínky jako IAA. Výjimku tvoří zásobní roztoky např. v isopropanolu, kdy nebyly zjištěny při běžných podmínkách žádné změny ani po 4-6 měsících. IBA vykazuje také nevýhodu IAA – je téměř nerozpustná ve vodě, proto se musí opět pracovat s předroztoky v org. rozpouštědlech. Jako další nevýhodu lze považovat její klasifikaci mezi toxické látky, tedy z uvedených sloučenin je nejnebezpečnější.

#### IBAK – draselná sůl kyseliny indolylmáselné
Řadu nevýhod IBA odstraňují její soli, např. draselná – IBAK. Ta je ve vodě rozpustná, účinností je srovnatelná s IBA, v některých aplikacích dokonce účinnější, a hlavně, nepatří mezi nebezpečné látky – z uvedených sloučenin je nejméně škodlivá. Má však nevýhodu omezené stability při dlouhodobém skladování jako IBA a vyžaduje proto stejné podmínky jako IBA.

#### NAA – kyselina naftyloctová
Posledně jmenovanou nevýhodu odstraňuje již NAA, která je velmi stabilní i v roztocích. Ty se musí ale opět připravovat přes předroztok v organických rozpouštědlech, protože její rozpustnost ve vodě činí jen 0,38 g/l. Nevýhodou je ve většině případů nižší fyziologická účinnost, takže se s ní setkáváme především kombinacích s IBA. Z hlediska klasifikace bezpečnosti je poměrně málo nebezpečná, je klasifikována jen jako zdraví škodlivá.

#### NAANa – sodná sůl kyseliny naftyloctové
Nevýhodu malé rozpustnosti ve vodě opět odstraňuje její sůl – NAANa. Z ní se snadno připravují vodné roztoky. Je také stabilní jako NAA a klasifikována opět jen jako látka zdraví škodlivá a dráždící.

#### NA – kyselina nikotinová, niacin
A poslední z diskutovaných sloučenin je NA (vit. B3, niacin) – ta je sama o sobě jen slabé zakořeňovadlo, proto se s ní setkáváme jen v kombinacích s předchozími sloučeninami, především při zakořeňování dřevitých řízků. Ve vodě je dostatečně rozpustná (15 g/l). Není obvykle klasifikována jako nebezpečná látka.

#### Dostupnost a výroba
Jak je zřejmé, nabídka je pestrá. Je jen na uživateli pro kterou sloučeninu se rozhodne, což vyžaduje ve většině případů vlastní předběžné zkoušky i různých koncentrací sloučenin nebo jejich směsí, a to především s konkrétním rostlinným materiálem.
V praxi hraje také roli ekonomická otázka. Z uvedených sloučenin se v nejvyšší cenové hladině pohybují IBAK, IBA, IAA, další NAA, NAANa a NA jsou cca 2-3 x levnější. I toto je potom hledisko zohledňované při formulaci kombinací používaných ve větším rozsahu.
Na trhu jsou vedle sloučenin nabízeny i již hotové koncentráty či konečné produkty s určitým obsahem těchto sloučenin. Jsou dodávány roztoky nebo pro jejich přípravu prášky či tablety. Ty se dále upravují pro konečné použití podle druhu zakořeňované rostliny a zejména podle způsobu aplikace – délce kontaktu rostlinné části s roztokem (od 1 sekundy do 1 dne). Gely se dodávají vesměs jako připravené pro aplikaci, stejně tak prášky. U těchto je jen důležitá příprava, protože mechanické rozptýlení velmi malých množství do práškového media je obtížné, kvalitní prášky se vyrábějí z roztoku dané sloučeniny, jímž se nasytí prášek (obvykle mastek), pak se rozpouštědlo odpaří a výsledná směs se mele na prášek. Pasty jsou nabízeny velmi ojediněle, a spíše se připravují pro speciální aplikace přímo ze surovin.
Přestože hodně akademických i výrobních pracovišť pracuje se směsmi připravenými ze jmenovaných chemikálií, jsou zejména pro malospotřebitele nabízeny hotové směsi obsahující již v určitém poměru a dané koncentraci tyto sloučeniny pro přímé použití. Je to relativně nejméně komplikovaná cesta k aplikaci, byť je zatížena právě skutečností, že různé rostliny a v různém stadiu rozvoje vyžadují pro optimální práci určité koncentrace v určitém poměru diskutovaných sloučenin. Poněkud méně bývá zohledňována evtl. změna ve složení těchto směsí během delšího skladování.
U řady firem lze zakoupit základní sloučeniny jako chemikálie. Na zahraničním trhu je množství výrobků s obsahem jmenovaných sloučenin.

### Huminové látky
Jako humáty jsou obvykle označované směsi fulvonových kyselin, huminových kyselin a huminů. Rostlině umožňují snazší příjem živin, stimulují tvorbu kořenového vlášení, díky kterému rostlina lépe absorbuje vodu a živiny, podporují fotosyntézu a zlepšují vlastnosti půdy. Stimulují růst rostlin v míře srovnatelné s fytohormonem auxinem.

### Preparáty z mořských řas
Stimulační účinek spočívá v rozšiřování cévních svazků a tím pádem v rychlejším transportu živin.

### Látky ovlivňující pohyb buněčné plazmy
- ONP-Na – 2-nitrofenolát sodný
- PNP-Na – 4-nitrofenolát sodný
- 5-NG-Na – 5-nitroguajakolát sodný

Směs těchto látek v roztoku s obsahem 2 g/l ONP–Na, 3 g/l PNP–Na, a 1 g/l 5-NG–Na vyrábí japonská společnost Asahi Chemical Co. Ltd. pod názvem Atonik. Dříve byl v České republice prostředek dostupný pod názvem Sviton.

### Další stimulátory
Jako rostlinné stimulátory a podpůrné látky stimulátorů jsou dále používané:
- koloidní stříbro
- karboxylové kyseliny Krebsova cyklu
  - kyselina askorbová
  - kyselina citronová
  - kyselina fumarová
  - kyselina jablečná
  - kyselina jantarová
  - kyselina salicylová
  - kyselina vinná
- kyselina 2-amin benzoová

## Inhibitory růstu
Inhibitory růstu jsou chemické látky způsobující zpomalování růstu rostlin.
- kyselina abscisová
- ethen
- vyšší dávky auxinů

Mezi inhibitory dostupné na trhu patří Cycocel 750 SL, jehož účinná látka je chlormekvat chlorid (chlormequat-chlorid). Používá se převážně do porostů do jednoděložných rostlin, především travin (obiloviny), kde je dosaženo zkrácení a zpevnění stébel a vyššího odnožování. Přípravek je používán i do okrasných rostlin v koncentracích 0,15 - 0,4%.